# Konstantin II. (Griechenland)

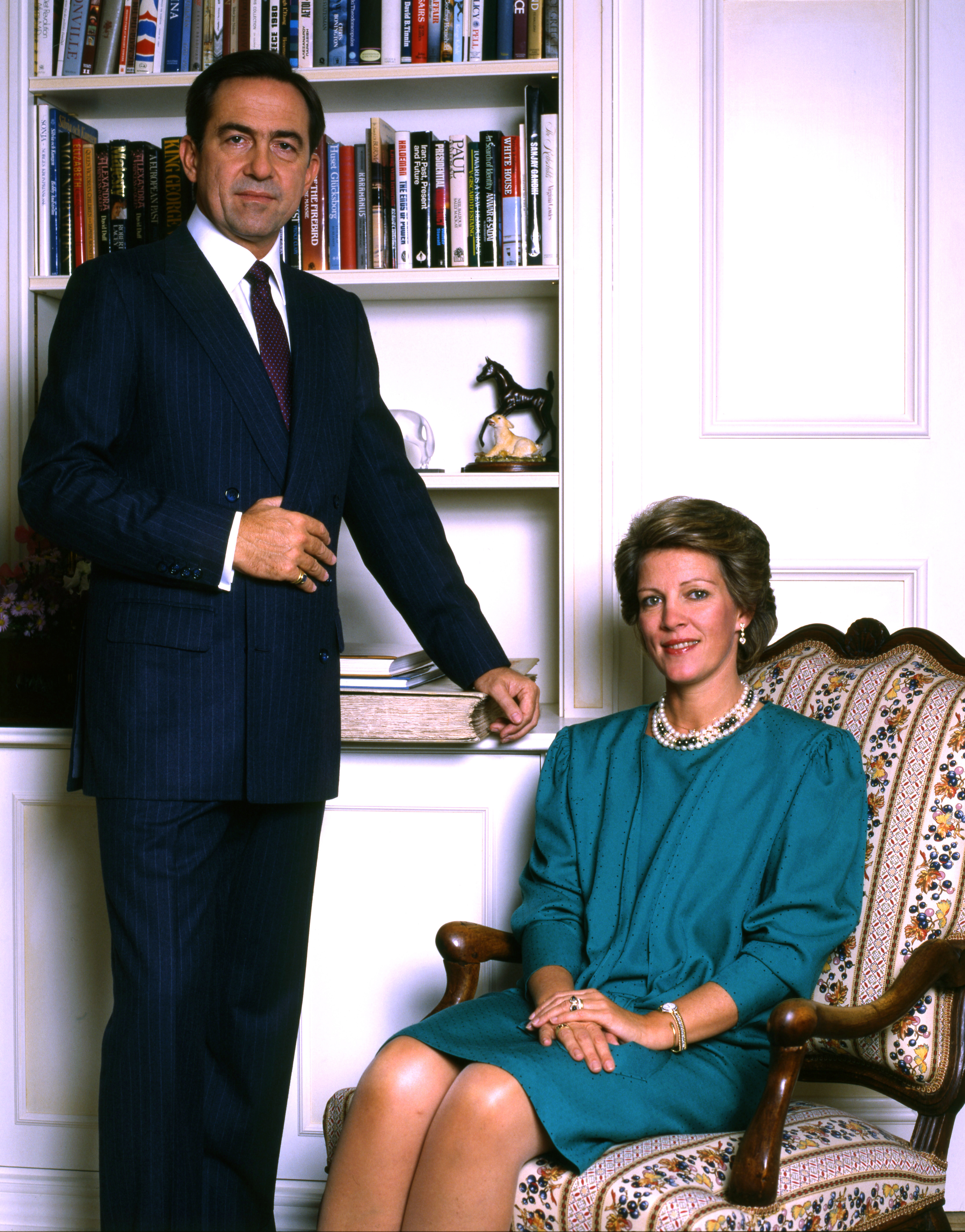
Konstantin II. mit seiner Ehefrau Anne-Marie von Dänemark, 1987

Konstantin II. von Griechenland (griechisch Κωνσταντῖνος Β΄ τῆς Ἐλλάδος Konstandînos B tîs Helládos; * 2. Juni 1940 in Psychiko; † 10. Januar 2023 in Athen) war vom 6. März 1964 bis zur Abschaffung der Monarchie am 1. Juni 1973 der letzte König der Hellenen.
Faktisch übte er das Amt nur bis Dezember 1967 aus. Nach einem gescheiterten Gegenputsch gegen das Obristenregime verließ er das Land und wurde von Vizekönigen vertreten, bis durch eine Volksabstimmung 1973 die Monarchie abgeschafft wurde, was 1974 durch ein erneutes Referendum bestätigt wurde.
Nach jahrzehntelangem Exil kehrte Konstantin 2013 nach Griechenland zurück, nachdem er die Gültigkeit des Referendums von 1974 anerkannt hatte.

## Abstammung und Verwandtschaft

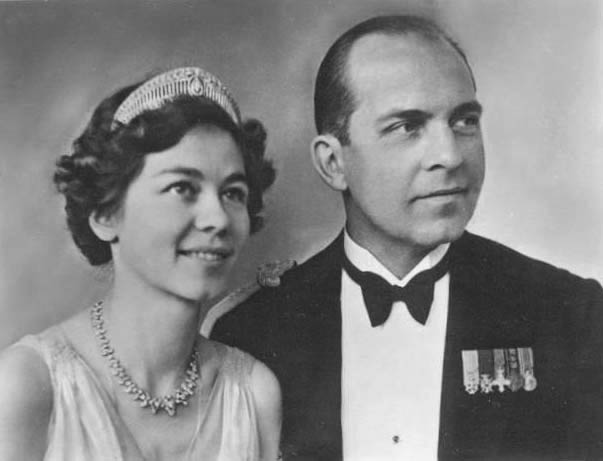
Die Eltern von Prinz Konstantin: Das damalige griechische Thronfolgerpaar Prinz Paul und Prinzessin Friederike im Jahr 1939.

Prinz Konstantin von Griechenland und Dänemark wurde am 2. Juni 1940 in der damaligen Residenz seiner Eltern, der Villa Psychiko in Psychiko, einem wohlhabenden Vorort der griechischen Hauptstadt Athen, geboren. Er war der Neffe des damaligen griechischen Königs Georg II. und der einzige Sohn des jüngeren Bruders und Thronfolgers Prinz Paul und seiner Frau Prinzessin Friederike, einer Tochter von Herzog Ernst August von Braunschweig. Er entstammte väterlicherseits dem Haus Schleswig-Holstein-Sonderburg-Glücksburg, das ab 1863 die griechischen Könige stellte, und mütterlicherseits den Welfen. Seine Großmutter Viktoria Luise war die Tochter des letzten deutschen Kaisers Wilhelm II.
Seine Schwester Sophia ist die frühere Königin von Spanien, seine Schwägerin Margrethe II. war bis zu ihrer Abdankung 2024 Königin von Dänemark. Prinz Philip war ein Cousin seines Vaters, so dass auch zum britischen Königshaus enge verwandtschaftliche Beziehungen bestehen. So war Konstantin einer der Taufpaten des jetzigen Thronfolgers Prinz William.

## Kindheit
Im Zuge des Zweiten Weltkriegs wurde Griechenland nach dem Balkanfeldzug von deutschen und italienischen Truppen besetzt und die griechische Königsfamilie ging ins Exil. So verbrachte Prinz Konstantin die ersten Jahre seiner Kindheit in Ägypten und Südafrika. Während des griechischen Bürgerkriegs kehrte er 1946 mit seiner Familie nach Griechenland zurück. König Georg II. starb 1947 und Konstantins Vater wurde König, Konstantin selbst Kronprinz.

## Als König
Am 6. März 1964 folgte Konstantin im Alter von 23 Jahren seinem Vater, König Paul I., nach dessen frühem Tod auf den Thron. Aufgrund seiner Jugend galt seine Thronbesteigung auch als Hoffnung auf Veränderung in einem Land, das noch immer von den Nachwirkungen des griechischen Bürgerkriegs von 1946–1949 zwischen Kommunisten und Konservativen betroffen war und wo die Gesellschaft stark zwischen konservativen und sozialistischen Kräften polarisiert war. Der Mangel an Erfahrung des jungen Königs stellte sich jedoch bald als fatal heraus, dies umso mehr, als die griechische Monarchie seit jeher höchst instabil war und schon mehrere Könige hatten abdanken müssen.
Schon bald geriet König Konstantin in einen ernsten Konflikt mit Ministerpräsident Georgios Papandreou, der mit der Entlassung Papandreous am 15. Juli 1965 an Schärfe zunahm und in eine Verfassungskrise mündete. Es kam zu häufigen Regierungswechseln und andauernden Unruhen. Dabei verfestigte sich bei vielen Anhängern Papandreous die Ansicht, der König handle nicht verfassungsgemäß: Dieser weigerte sich lange, das Parlament vorzeitig aufzulösen, da er einen Wahlsieg von Papandreous Partei befürchten musste.
Kurz vor den doch noch angesetzten Wahlen putschte das Militär am 21. April 1967. Die Errichtung der griechischen Militärdiktatur („Regime der Obristen“) nahm Konstantin II. zunächst ohne Protest hin. Gemeinsame Auftritte mit der von den Obristen installierten Regierung  legten den Schluss nahe, dass der Putsch zwar ohne Kenntnis des Königs, aber mit dessen stillschweigender Billigung erfolgt war. Im weiteren Verlauf des Jahres ließ Konstantin jedoch erkennen, dass er die Obristen nicht als seine Regierung betrachtete. Am 13. Dezember des Jahres versuchte er, mit einem dilettantisch geplanten Gegenputsch wieder an die Macht zu kommen. Nach dessen Misslingen ging er, ohne abzudanken, ins Exil, zuerst nach Rom und 1973 nach London.

## Im Exil
Georgios Zoitakis amtierte vom 13. Dezember 1967 bis zum 21. März 1972 als Regent an Stelle des Königs, der sich im Exil aufhielt. Ihm folgte in dieser Funktion Diktator Georgios Papadopoulos. Am 1. Juni 1973 schaffte die Militärjunta unter Papadopoulos die Monarchie ab, was durch eine manipulierte Volksabstimmung am 29. Juli bestätigt wurde. Nach dem Sturz der Militärdiktatur führte die neue demokratische Regierung unter Konstantin Karamanlis eine erneute Volksabstimmung über diese Frage durch. Dabei wurde es Konstantin nicht gestattet, nach Griechenland zurückzukehren und aktiv in den Abstimmungskampf einzugreifen. Er durfte lediglich eine in London aufgenommene und dann in Griechenland ausgestrahlte Fernsehansprache halten, um für die Monarchie zu werben. Auch fand sich keine politische Gruppierung von Gewicht, die für die Monarchie eintrat; die konservative Nea Demokratia erklärte, unter beiden Staatsformen gut arbeiten zu können. Die Abstimmung am 8. Dezember 1974 ergab mit fast 70 % Neinstimmen eine deutliche Mehrheit gegen die Monarchie.
In der Folge durfte Konstantin nur 1981 zum Begräbnis seiner Mutter Friederike sowie noch einmal 1993 für kurze Zeit nach Griechenland zurückkehren. Aufgrund von Differenzen um seinen Nachnamen wurde 1994 sein Pass eingezogen. Etwa zur gleichen Zeit wurde in einem Beschluss das königliche Grundeigentum dem Staat zugeführt. Nach mehreren Prozessen wurde die Enteignung vom Verfassungsgerichtshof für rechtens erklärt. Konstantin wandte sich an den Europäischen Gerichtshof für Menschenrechte in Straßburg. Dieser hob im November 2000 mit 15:2 Stimmen die Enteignungen als rechtswidrig auf und beschloss eine Entschädigung von Konstantin. Sie betrug nur einen Bruchteil des von ihm taxierten Wertes. Später wurde ihm vom griechischen Staat das mobile Vermögen der Familie zurückgegeben.
Konstantin erhielt nach dem Entzug seines Passes durch die griechische Regierung einen dänischen Reisepass.

## Späterer Status und letzte Jahre
Konstantin II. bezeichnete sich selbst als König Konstantin (griechisch βασιλιάς Κωνσταντίνος vasiliás Konstantínos), ähnlich dem alten Titel Konstantin, König der Hellenen (Κωνσταντίνος, Βασιλεύς των Ελλήνων Konstantínos, Vasilevs ton Ellínon). Das lasteten ihm insbesondere linke Parteien an, während sich die konservative Nea Dimokratia ihm gegenüber neutral verhielt, da sich auch Monarchisten in der Anhängerschaft der Partei fanden.
In Griechenland wurde er in republikanisch gesinnten Kreisen meist „o Γκλύξμπουργκ“ („Glixburg“) genannt, hergeleitet von „Glücksburg“, dem letzten Bestandteil des Namens der Dynastie.
2013 kehrte Konstantin mit seiner Gattin nach Griechenland zurück und veröffentlichte 2015 eine Autobiografie. Sein Umzug nach Griechenland war damit verbunden, dass er eine Rückkehr zur Macht ausschloss und auf sein fortgeschrittenes Alter verwies. Seine Popularität nahm danach wieder zu, auch im politisch linken Lager.
Konstantin war aufgrund seiner Stellung als ehemaliger König und aufgrund seiner Verwandtschaft mit fast allen europäischen Königshäusern häufiger Gast bei familiären Anlässen des Hochadels. An den Beisetzungsfeierlichkeiten für Königin Elisabeth II. konnte er jedoch aus gesundheitlichen Gründen nicht mehr teilnehmen und wurde von seiner Ehefrau Anne-Marie und seinem Sohn Kronprinz Paul vertreten.
Konstantin litt in seinen letzten Lebensjahren an zunehmenden Herzproblemen und seine Mobilität war eingeschränkt. Bei seinen letzten öffentlichen Auftritten in Athen in den Jahren 2021 und 2022 war er auf einen Rollstuhl angewiesen. Er starb am 10. Januar 2023, nachdem er einige Tage zuvor einen Schlaganfall erlitten hatte.
Trotz seines Status als ehemaliges Staatsoberhaupt erhielt Konstantin auf Beschluss der griechischen Regierung kein Staatsbegräbnis. Zur Trauerfeier am 16. Januar, die deshalb als private Veranstaltung deklariert werden musste, erschienen sieben der zehn regierenden Monarchen Europas und drei ehemalige, darunter der frühere spanische König Juan Carlos I., sein Schwager, mit Königin Sophia. Nicht anwesend waren der norwegische König Harald V., Charles III. und Fürst Hans-Adam II. von Liechtenstein. Norwegen wurde durch Kronprinz Haakon, das Haus Windsor durch Prinzessin Anne vertreten. Seitens der griechischen Regierung nahmen Vizepremier Pikrammenos und die Ministerin für Kultur und Sport Lina Mendoni teil. Konstantin II. wurde noch an demselben Tag im Park der ehemaligen königlichen Residenz Tatoi beigesetzt.

## Sport
Als Sportler errang Konstantin mit seinem Team bei den Olympischen Spielen 1960 in Rom in der Segelklasse Drachen die Goldmedaille. Er war dem Segelsport über die Ehrenpräsidentschaft der International Sailing Federation (ISAF) und den Ehrenvorsitz der ISAF Sailing Hall of Fame verbunden.

## Familie
Konstantin II. heiratete am 18. September 1964 Anne-Marie von Dänemark (* 1946), mit der er fünf Kinder hatte:
- Prinzessin Alexia von Griechenland und Dänemark (* 10. Juli 1965) ⚭ 1999 Carlos Morales Quintana (* 1970)
- Kronprinz Paul von Griechenland, Prinz von Dänemark, griechisch Παύλος (Pavlos)  (* 20. Mai 1967) ⚭ 1995 Marie-Chantal Miller (* 1968)
- Prinz Nikolaos von Griechenland und Dänemark (* 1. Oktober 1969) 1. ⚭ 2010–2024 Tatiana Ellinka Blatnik (* 1980); 2. ⚭ 2025 Chrysi Vardinogianni (* 1981)
- Prinzessin Theodora von Griechenland und Dänemark (* 9. Juni 1983)
- Prinz Philippos von Griechenland und Dänemark (* 26. April 1986) ⚭ 2021 Nina Flohr (* 1987)

## Vorfahren und Nachkommen
| Ahnentafel Konstantin II., Ex-König von Griechenland                                                 | Ahnentafel Konstantin II., Ex-König von Griechenland | Ahnentafel Konstantin II., Ex-König von Griechenland | Ahnentafel Konstantin II., Ex-König von Griechenland                                                                                        | Ahnentafel Konstantin II., Ex-König von Griechenland                                                                                        | Ahnentafel Konstantin II., Ex-König von Griechenland                                                                               | Ahnentafel Konstantin II., Ex-König von Griechenland                                                                               | Ahnentafel Konstantin II., Ex-König von Griechenland | Ahnentafel Konstantin II., Ex-König von Griechenland |
| --- | --- | --- | --- | --- | --- | --- | --- | --- |
| Ururgroßeltern                                                                                       | König Christian IX. von Dänemark (1818–1906) ⚭ 1842 Prinzessin Louise von Hessen (1817–1898)                                                                  | Großfürst Konstantin Nikolajewitsch von Russland (1827–1892) ⚭ 1848 Prinzessin Alexandra von Sachsen-Altenburg (1830–1911)                                    | König Wilhelm I. von Preußen, Deutscher Kaiser (1797–1888) ⚭ 1829 Prinzessin Augusta von Sachsen-Weimar-Eisenach (1811–1890)                | Prinz Albert von Sachsen-Coburg und Gotha (1819–1861) ⚭ 1840 Königin Victoria von Großbritannien und Irland (1819–1901)                     | König Georg V. von Hannover (1819–1878) ⚭ 1843 Prinzessin Marie von Sachsen-Altenburg (1818–1907)                                  | König Christian IX. von Dänemark (1818–1906) ⚭ 1842 Prinzessin Louise von Hessen (1817–1898)                                       | König Friedrich III. von Preußen, Deutscher Kaiser (1831–1888) ⚭ 1858 Prinzessin Victoria von Großbritannien und Irland (1840–1901)                       | Herzog Friedrich VIII. von Schleswig-Holstein (1829–1880) ⚭ 1856 Prinzessin Adelheid zu Hohenlohe-Langenburg (1835–1900)                                  |
| Urgroßeltern                                                                                         | König Georg I. von Griechenland (1845–1913) ⚭ 1867 Großfürstin Olga Konstantinowna Romanowa (1851–1926)                                                       | König Georg I. von Griechenland (1845–1913) ⚭ 1867 Großfürstin Olga Konstantinowna Romanowa (1851–1926)                                                       | König Friedrich III. von Preußen, Deutscher Kaiser (1831–1888) ⚭ 1858 Prinzessin Victoria von Großbritannien und Irland (1840–1901)         | König Friedrich III. von Preußen, Deutscher Kaiser (1831–1888) ⚭ 1858 Prinzessin Victoria von Großbritannien und Irland (1840–1901)         | Kronprinz Ernst August von Hannover, Herzog von Braunschweig-Lüneburg (1845–1923) ⚭ 1878 Prinzessin Thyra von Dänemark (1853–1933) | Kronprinz Ernst August von Hannover, Herzog von Braunschweig-Lüneburg (1845–1923) ⚭ 1878 Prinzessin Thyra von Dänemark (1853–1933) | König Wilhelm II. von Preußen, Deutscher Kaiser (1859–1941) ⚭ 1881 Prinzessin Auguste Viktoria von Schleswig-Holstein-Sonderburg-Augustenburg (1858–1921) | König Wilhelm II. von Preußen, Deutscher Kaiser (1859–1941) ⚭ 1881 Prinzessin Auguste Viktoria von Schleswig-Holstein-Sonderburg-Augustenburg (1858–1921) |
| Großeltern                                                                                           | König Konstantin I. von Griechenland (1868–1923) ⚭ 1889 Prinzessin Sophie von Preußen (1870–1932)                                                             | König Konstantin I. von Griechenland (1868–1923) ⚭ 1889 Prinzessin Sophie von Preußen (1870–1932)                                                             | König Konstantin I. von Griechenland (1868–1923) ⚭ 1889 Prinzessin Sophie von Preußen (1870–1932)                                           | König Konstantin I. von Griechenland (1868–1923) ⚭ 1889 Prinzessin Sophie von Preußen (1870–1932)                                           | Herzog Ernst August von Braunschweig (1887–1953) ⚭ 1913 Prinzessin Viktoria Luise von Preußen (1892–1980)                          | Herzog Ernst August von Braunschweig (1887–1953) ⚭ 1913 Prinzessin Viktoria Luise von Preußen (1892–1980)                          | Herzog Ernst August von Braunschweig (1887–1953) ⚭ 1913 Prinzessin Viktoria Luise von Preußen (1892–1980)                                                 | Herzog Ernst August von Braunschweig (1887–1953) ⚭ 1913 Prinzessin Viktoria Luise von Preußen (1892–1980)                                                 |
| Eltern                                                                                               | König Paul I. von Griechenland (1901–1964) ⚭ 1938 Prinzessin Friederike von Hannover (1917–1981)                                                              | König Paul I. von Griechenland (1901–1964) ⚭ 1938 Prinzessin Friederike von Hannover (1917–1981)                                                              | König Paul I. von Griechenland (1901–1964) ⚭ 1938 Prinzessin Friederike von Hannover (1917–1981)                                            | König Paul I. von Griechenland (1901–1964) ⚭ 1938 Prinzessin Friederike von Hannover (1917–1981)                                            | König Paul I. von Griechenland (1901–1964) ⚭ 1938 Prinzessin Friederike von Hannover (1917–1981)                                   | König Paul I. von Griechenland (1901–1964) ⚭ 1938 Prinzessin Friederike von Hannover (1917–1981)                                   | König Paul I. von Griechenland (1901–1964) ⚭ 1938 Prinzessin Friederike von Hannover (1917–1981)                                                          | König Paul I. von Griechenland (1901–1964) ⚭ 1938 Prinzessin Friederike von Hannover (1917–1981)                                                          |
| König Konstantin II. von Griechenland (1940–2023) ⚭ 1964 Prinzessin Anne-Marie von Dänemark (* 1946) | | | | | | | | |
| Kinder                                                                                               | Prinzessin Alexia von Griechenland (* 1965) ⚭ 1999 Carlos Morales Quintana (* 1970)                                                                           | Prinzessin Alexia von Griechenland (* 1965) ⚭ 1999 Carlos Morales Quintana (* 1970)                                                                           | Prinz Paul von Griechenland (* 1967) ⚭ 1995 Marie-Chantal Miller (* 1968)                                                                   | Prinz Paul von Griechenland (* 1967) ⚭ 1995 Marie-Chantal Miller (* 1968)                                                                   | Prinz Nikolaos von Griechenland (* 1969) ⚭ 2010 Tatiana Blatnik (* 1980)                                                           | Prinz Nikolaos von Griechenland (* 1969) ⚭ 2010 Tatiana Blatnik (* 1980)                                                           | Theodora von Griechenland (* 1983) | Philippos von Griechenland (* 1986) ⚭ 2020 Nina Flohr (* 1987)                                                                                            |
| Enkel                                                                                                | - Arrietta Morales y de Grecia (* 2002) - Anna-Maria Morales y de Grecia (* 2003) - Carlos Morales y de Grecia (* 2005) - Amelia Morales y de Grecia (* 2007) | - Arrietta Morales y de Grecia (* 2002) - Anna-Maria Morales y de Grecia (* 2003) - Carlos Morales y de Grecia (* 2005) - Amelia Morales y de Grecia (* 2007) | - Maria-Olympia (* 1996) - Konstantinos-Alexios (* 1998) - Achileas-Andreas (* 2000) - Odysseas-Kimon (* 2004) - Aristidis Stavros (* 2008) | - Maria-Olympia (* 1996) - Konstantinos-Alexios (* 1998) - Achileas-Andreas (* 2000) - Odysseas-Kimon (* 2004) - Aristidis Stavros (* 2008) | | | | |

## Titel
- Seine königliche Hoheit Prinz Konstantin von Griechenland und Dänemark (1940–1947)
- Seine königliche Hoheit der Kronprinz von Griechenland, Herzog von Sparta (1947–1964)
- Seine Majestät der König der Hellenen (1964–1973, seitdem als Thronprätendent)
- Seine Majestät König Konstantin II. von Griechenland, Prinz von Dänemark (seit 1973, außerhalb von Griechenland verwendet)

## Kuriosa
Das griechische Königshaus war durch mehrere Heiraten mit dem Haus Hohenzollern eng verwandt und verschwägert. Einer der Urgroßväter Konstantins II. war Kaiser Wilhelm II. (über seine Mutter), ein anderer dessen Vater Kaiser Friedrich III. (über Konstantins Vater).